# Marquesado de Mortara
El Marquesado de Mortara es un título nobiliario español de carácter hereditario que fue concedido el 13 de septiembre de 1614 en Italia por el rey Felipe III de España a Rodrigo de Orozco Ribera y Castro, Maestre de Campo, general del ejército y Gobernador de Alejandría de Pulla (Italia). El rey Carlos III de España le otorgó la Grandeza de España el 27 de enero de 1767. 
Dentro de sus titulares destaca la figura de Francisco de Orozco y Ribera, II marqués, que participó activamente en la Guerra de los Segadores, fue dos veces Virrey de Cataluña y Gobernador del Milanesado, a quien le fueron concedidos el Marquesado de Olías y el Marquesado de Zarreal.
Su denominación hace referencia a la localidad de Mortara, en la provincia de Pavía, región de Lombardía (Italia).

## Marqueses de Mortara
|                                          | Titular                                             | Periodo                 |
| Creación por Felipe III                  | Creación por Felipe III                             | Creación por Felipe III |
| ---------------------------------------- | --------------------------------------------------- | ----------------------- |
| I                                        | Rodrigo de Orozco Ribera y Castro                   | 1614-                   |
| II                                       | Francisco de Orozco y Ribera                        |                         |
| III                                      | Juan Antonio de Orozco y Manrique de Lara           |                         |
| IV                                       | Francisco de Orozco Manrique de Lara y Zapata       |                         |
| V                                        | Ana María de Orozco Manrique de Lara y Villela      |                         |
| VI                                       | Joaquín Antonio de Osorio y Orozco Manrique de Lara |                         |
| VII                                      | Benito Osorio de Orozco y Lasso de la Vega          |                         |
| ...                                      |                                                     |                         |
| Rehabilitación por Alfonso XIII en 1920  |                                                     |                         |
| IX                                       | Francisco Moreno y Zuleta                           | 1920-1963               |
| ..                                       |                                                     |                         |
| Rehabilitación por Juan Carlos I en 2004 |                                                     |                         |
| ..                                       | Francisco de Asís Moreno y Landahl                  | 2005-actual titular     |

## Historia de los marqueses de Mortara
- Rodrigo de Orozco Ribera y Castro, I marqués de Mortara.

1. Casó con Vittoria Porcia. Le sucedió su hijo:

- Francisco de Orozco y Ribera, II marqués de Mortara, I marqués de Zarreal, I marqués de Olías.

1. Casó con Isabel Manrique de Lara. Le sucedió su hijo:

- Juan Antonio de Orozco y Manrique de Lara, III marqués de Mortara, II marqués de Olías, II marqués de Zarreal, (marqués de Sarreal y marqués de Cabra, en Tarragona).

1. Casó con María Micaela Zapata y Chacón. Le sucedió su hijo:

- Francisco de Orozco Manrique de Lara y Zapata, IV marqués de Mortara, III marqués de Olías, III marqués de Zarreal, (marqués de Sarreal y marqués de Cabra, en Tarragona).

1. Casó con Isabel Antonia de Villela y Vega. Le sucedió su hija:

- Ana María de Orozco Manrique de Lara y Villela, V marquesa de Mortara, VII duquesa de Ciudad Real, VI marquesa de San Damián, IV marquesa de Olías, IV marquesa de Zarreal, VII condesa de Aramayona, VI condesa de Lences, VIII condesa de Triviana, condesa de Barrica, vizcondesa de Olías, vizcondesa de Villerías, VII contessa di Biandrina.

1. Casó con Vicente Osorio Guzmán Vega y Spínola. Le sucedió su hijo:

- Joaquín Antonio Osorio y Orozco Manrique de Lara, VI marqués de Mortara, VIII duque de Ciudad Real, VII marqués de San Damián, V marqués de Olías, V marqués de Zarreal, VIII conde de Aramayona, VII conde de Lences, IX conde de Triviana, señor de Cabra (Tarragona), desde 1772, después de un largo pleito contra los Potau, condes de Vallcabra.

1. Casó con Rafaela Lasso de la Vega. Le sucedió su hijo:

- Benito Osorio Orozco y Lasso de la Vega, VII marqués de Mortara, IX duque de Ciudad Real, IX marqués de San Damián, VI marqués de Olías, VI marqués de Zarreal, IX conde de Aramayona, VIII conde de Lences.

1. Casó con María Paula de Mena y Benavides. Sin descendientes.
2. Casó con Josefa Dominga de Carroz Centelles Catalá de Valeriola (1764-1814), III duquesa de Almodóvar del Río, VII condesa de Canalejas, VIII condesa de Gestalgar.

Rehabilitación en 1920:
- Francisco Moreno y Zuleta (1881-1963), IX marqués de Mortara, VI conde de los Andes.

1. Casó con María del Carmen Herrera y Herrera.

Rehabilitación en 2004:
- Francisco de Asís Moreno y Landahl, marqués de Mortara